# Abrochia cosmosomoides
Abrochia cosmosomoides là một loài bướm đêm thuộc phân họ Arctiinae, họ Erebidae.